# 小橋達也
小橋 達也（こばし たつや、1986年2月13日 - ）は、日本の男性声優。京都府出身。所属事務所はテクノライズ合同会社・声優事業部所属。

## 人物
以前はオフィスもり、マック・ミックに所属していた。
方言は京都弁。
趣味は映画・上方落語鑑賞、PCゲーム、ボードゲーム、家事全般、美味しい物探索。特技はPC作業全般。
資格・ライセンスはCWC、ウオッチコーディネータ。
2025年7月31日マック・ミックを退所、8月1日テクノライズ合同会社・声優事業部に移籍。

## 出演作品

### テレビアニメ
2008年
- おねがい!ポクポン[4]（男主役[5]）

2010年
- 動物かんきょう会議（カラスのカラオ[6]）

2013年
- げんしけん 二代目（笹原完士[7][8]）
- DRAMAtical Murder（モルヒネA）

2016年
- クロムクロ（オペレーターA、警官、小坂）

### OVA
2007年
- ストレイト・ジャケット（ジャック・ローランド[9]）

2009年
- イヴの時間

### 劇場アニメ
2010年
- イヴの時間 劇場版

### ゲーム
2006年
- 神曲奏界ポリフォニカ（タタラ・フォロン[10]）
  - 神曲奏界ポリフォニカ 1&2BOXエディション
  - 神曲奏界ポリフォニカ 3&4完結編
  - 神曲奏界ポリフォニカ AFTER SCHOOL
  - 神曲奏界ポリフォニカプラス
  - 神曲奏界ポリフォニカF

2007年
- まじしゃんず・あかでみい（羽瀬川拓人[11]）
- 神曲奏界ポリフォニカ Memories White（ジョッシュ・ユウナギ[12]）
  - 神曲奏界ポリフォニカ Memories White ファーストエモーション
  - 神曲奏界ポリフォニカ Memories White エンドレスアリア

2012年
- 葬送鬼レギナルト（フォロン・タルナート[13]）

2020年
- 龍が如く7 光と闇の行方

2024年
- 龍が如く8[14]

### webコンテンツ
2008年
- WEBアニメ 『イブの時間』

2010年
- VOMIC++ 『キングダム』（ナレーション[15]）

2012年
- WEBラジオ 『ポリフォニカ RADIO STATION』（パーソナリティ[16]）

### ドラマCD
- 神曲奏界ポリフォニカ エイフォニック・ソングバード（タタラ・フォロン[17]）